# دبیرستان استم تسلا
دبیرستان ایستم (به انگلیسی: STEM High School) نام دبیرستانی دولتی در ردموند ایالت واشینگتن می‌باشد.